# 白条锯足蛛
白条锯足蛛（学名：Runcinia albostriata）为蟹蛛科锯足蛛属的动物。分布于日本、朝鲜、泰国、台湾岛以及中国大陆的山东、陕西、湖北、湖南、安徽、江西、江苏、浙江、贵州、四川、福建、广东、山西等地，一般栖息于草丛、稻田以及果园中。该物种的模式产地在日本。